# Die Republikaner Berlin
REP Berlin ist der Landesverband der im politisch rechten Spektrum angesiedelten Partei Die Republikaner in Berlin. Von 1989 bis 1991 waren sie in Fraktionsstärke im dortigen Abgeordnetenhaus vertreten. Das Wirken während dieser Zeit war hauptsächlich von internen Querelen geprägt. 1993 bis 1997 wurde sie in den Berliner Verfassungsschutzberichten als rechtsextrem geführt. Die Aufnahme in den 1997er Bericht war gemäß Urteil des Oberverwaltungsgerichts Berlin-Brandenburg rechtswidrig.

## Geschichte

### Gründung
Im Herbst 1987 wurde der Berliner Landesverband der Partei Die Republikaner gegründet. Die etwa 100 Mitglieder zählende Partei wählte als Gründungsvorsitzenden den FH-Professor Klaus Weinschenk, ein ehemaliges SPD-Mitglied. Klaus Weinschenk verließ im Jahre 1988 nach einem innerparteilichen Konflikt die Partei und Bernhard Andres wurde zum neuen Landesvorsitzenden gewählt.
Gegen den Willen des Bundesvorstandes, der sich auf die Landtagswahl in Bayern konzentrieren wollte, beschloss der Landesverband, unter dem Motto Man kann wieder wählen zur Wahl zum Abgeordnetenhaus von Berlin 1989 anzutreten.
Die Aufmerksamkeit, die die junge Partei genoss, stand in keinem Verhältnis zu ihrer geringen Größe. Vielfach beachtet war die Wahlkampfveranstaltung der Republikaner im Internationalen Congress Centrum (ICC) mit Franz Schönhuber als Hauptredner: Zur Veranstaltung kamen etwa 700 Personen. Aufmerksamkeit erregten aber die etwa 10.000 Gegendemonstranten aus der autonomen Szene, die mit Gewalt versuchten, die Veranstaltung zu verhindern und von der Polizei daran gehindert werden mussten.
Auch über den Fernsehwerbespot der Republikaner wurde in den Medien vielfach berichtet. Die Themen Kriminalität und Ausländerpolitik wurden von der Melodie aus Spiel mir das Lied vom Tod untermalt. Nach der ersten Ausstrahlung des Spots am 2. Januar 1989 erstattete die Ausländerbeauftragte Barbara John (CDU) Strafanzeige und der Sender Freies Berlin (SFB) weigerte sich, den Werbespot ein weiteres Mal auszustrahlen. Das Verwaltungsgericht Berlin verpflichtete den SFB zur Ausstrahlung des Werbespots.

### Abgeordnete im Abgeordnetenhaus von Berlin
Bei der Wahl am 29. Januar 1989 gelang den REP mit 7,5 Prozent der Stimmen und elf Abgeordneten der Einzug in das Abgeordnetenhaus von Berlin (West). Bei der nächsten, ersten Gesamtberliner Wahl Ende 1990 scheiterten die REP mit 3,1 % (3,7 % West; 1,9 % Ost) an der Fünf-Prozent-Hürde. Zwischenzeitlich (ca. Ende 1989) waren drei der Abgeordneten aus den REP ausgetreten. Die Abgeordneten in Reihenfolge der Wahlliste:
- Bernhard Andres (Fraktionsvorsitzender bis September 1989, später fraktionslos)
- Carsten Pagel
- Michael Häusler (stellvertretender Fraktionsvorsitzender)
- Richard Miosga (stellvertretender Fraktionsvorsitzender)
- Peter Rieger (später fraktionslos)
- Wolfgang Bogen
- Rudolf Kendzia
- Artur Göllner (später fraktionslos)
- Frank Degen (ab September 1989 Fraktionsvorsitzender)
- Peter Bartsch
- Hermann Voss

### Parlamentarische Tätigkeit
Die Zeit im Abgeordnetenhaus war intern geprägt durch Machtkämpfe zwischen dem Landesvorsitzenden Andres und Carsten Pagel. Andres hatte Pagel angeboten, den Fraktionsvorsitz zu übernehmen, was dieser jedoch ablehnte. Bei der Wahl des Landesvorsitzenden Mitte 1989 setzte sich der Amtsinhaber knapp gegen Pagel durch. Nach seiner Wahl leitete er ein Ausschlussverfahren gegen den Fraktionsschatzmeister Kendzia ein, wofür er in Partei und Fraktion wenig Rückhalt fand. Nachdem bekannt wurde, dass die Staatsanwaltschaft gegen Andres ermittelte und Kendzia nun wiederum ihm öffentlich Vorwürfe wegen finanzieller Unregelmäßigkeiten machte, wurde er am 10. September 1989 vom damaligen Bundesvorsitzenden Schönhuber abgesetzt. Kurz darauf trat Andres aus Partei und Fraktion aus und gründete Die Deutschen Demokraten. Auch die Abgeordneten Göllner und Rieger verließen im Lauf der Legislaturperiode die Fraktion.
Stellvertretende Vorsitzende unter Andres war die damals 19-jährige ehemalige Moderatorin, Journalistin und Werbeschauspielerin Alexandra Kliche. Ihr Parteiaustritt unmittelbar nach dem Berliner Wahlerfolg der Republikaner im Jahr 1989 fand ein sehr großes Medienecho. Im Spiegel und in ihrem nach dem Austritt veröffentlichten Buch Nichts wie weg! Warum ich die ‚Republikaner‘ verlassen habe schilderte sie ihre Erfahrungen. Das Buch war binnen kürzester Zeit vergriffen. Alexandra Kliche trat im Mai 1989 in die CDU ein. Zu Gerüchten, sie sei von der CDU gekauft worden, schwieg sie.
Neuer Landesvorsitzender wurde Carsten Pagel, der aber nach nicht einmal einem Jahr sein Amt verlor.

### Nach dem Ausscheiden aus dem Parlament
Die Wahl zum Abgeordnetenhaus von Berlin 1990 stand im Einfluss der deutschen Wiedervereinigung. Die Republikaner erreichten in West-Berlin 3,7 % und in Ost-Berlin gerade einmal 1,9 % der Stimmen (für die Fünf-Prozent-Hürde wurden beide Stadthälften getrennt betrachtet) und waren nicht wieder im Abgeordnetenhaus vertreten. Neuer Landesvorsitzender wurde Hans Werner Müller. Müller blieb von 1991 bis 1999 Landesvorsitzender.
Bei der Abgeordnetenhauswahl 1995 erreichten die REP insgesamt noch 2,7 Prozent, wobei sie in den westlichen Bezirken einen Prozentpunkt verloren, in den östlichen Bezirken hingegen einen Prozentpunkt gewannen und somit im Osten (2,9 %) erstmals stärker als im Westen (2,6 %) waren. Nachdem sie bei der Wahl 1999 ihr Ergebnis von 1995 halten konnten, verloren sie bei den folgenden Wahlen kontinuierlich und erreichten 2001 1,3 % und 2006 0,9 % der Stimmen. Bei der Wahl zum Abgeordnetenhaus von Berlin 2011 traten sie nicht an.

### Parteikrise 2006
Die Wahl zum Abgeordnetenhaus von Berlin am 17. September 2006 wurde zu einem Fiasko für die Partei. Mit 11.922 Stimmen (0,9 %) wurde sie sogar weit hinter der NPD, die mehr als dreimal so viele Stimmen geholt hatte auch im rechtsextremen Lager abgeschlagen.
In der Folge trat der Berliner Landesvorsitzende, Peter Warnst, aus der Partei aus und warf der Parteiführung um Rolf Schlierer vor, innerparteiliche Demokratie mit Füßen zu treten. Die Partei hatte zu diesem Zeitpunkt nach Erkenntnis des Verfassungsschutzes etwa 200 Parteimitglieder in Berlin.

## Disput um die Verfassungsfeindlichkeit der Partei
Im Dezember 1992 beschlossen die Leiter der Verfassungsschutzbehörden des Bundes und der Länder durch die Landesämter für Verfassungsschutz gezielt Informationen über die Partei zu beschaffen und auszuwerten sowie über den Einsatz nachrichtendienstlicher Mittel nach Lage des Einzelfalles durch die jeweilige Behörde zu entscheiden. Im Dezember 1992 entschied der Berliner Innensenator die Republikaner Berlin beobachten zu lassen. Bis zum Jahr 1998 wurden hierbei auch nachrichtendienstliche Mittel eingesetzt.
In den Jahren 1993 bis 1997 wurde der Landesverband in den Verfassungsschutzberichten des Landesamtes für Verfassungsschutz unter der Rubrik „Rechtsextremismus“ aufgeführt. Die Aufnahme in den 1997er Bericht war gemäß Urteil des Oberverwaltungsgerichts Berlin-Brandenburg rechtswidrig.